# كريم عفتان
كريم عفتان أحمد غثيث الجميلي من محافظة الأنبار، حاصل على شهادة بكالوريوس هندسة ميكانيكية من جامعة الموصل عام (1975_1976)، شغل منصب وزير الكهرباء عام 2011 في حكومة رئيس الوزراء نوري المالكي الثانية،
رشح لعضوية مجلس النواب في انتخابات عام 2018 ضمن ائتلاف الوطنية حزب العمل والوفاء وحصل على 9881 صوت ليحصد مقعد عن محافظة الانبار، ويشعل منصب عضو لجنة النفط والطاقة والثروات الطبيعية.

## نشأته وحياته
ولد في الأول من يوليو عام 1951 في الانبار الفلوجة، حصل على بكالوريوس هندسة ميكانيكية من جامعة الموصل (1975_1976) ونال درجة الاستشارية في 21/12/1991، وهو متزوج وله خمسة اولاد وثلاث بنات.

## خط الخدمة
31 عام خدمة في دوائر الدولة للفترة من 1976 لغاية 2007 وعلى النحو التالي:
1. الخدمة العسكرية: الخدمة الإلزامية البالغة 18 شهر في صنف الهندسة الالية الكهربائية (1976-1978).
2. وزارة التخطيط هيئة أعمال الصحاري للفترة 1/4/1978 لغاية 31/12/1978.
3. عضو هيئة تدريسية _ وزارة التعليم العالي والبحث العلمي - هيئة التعليم التقني - من 1/1/1979 ولغاية 31/12/2007 .
4. عضو المكتب الاستشاري الهندسي _ وزارة التعليم العالي والبحث العلمي _ هيئة التعليم التقني للفترة بين 1993 ولغاية 2004 .
5. رئيس فريق تنفيذ المشاريع الانشائية للاعمال المبرمة بين المكتب الاستشاري الهندسي والدوائر الحكومية للفترة (1993- 2001).
6. رئيس فريق تنفيذ 90 محطة اتصالات لصالح وزارة النقل والاتصالات المبرمة مع المكتب الاستشاري الهندسي وكما يلي:
7. عضو لجنة إعادة هيكلية دوائر الدولة في قضاء الفلوجة وضواحيها بعد عام 2003 بعد ان أصبحت الدوائر شاغرة من معظم كوادرها.
8. رئيس لجنة اعمار مدينة الفلوجة للفترة 2003-2004
9. تمت الموافقة على طلب الإحالة على التقاعد حسب قانون الخدمة الجامعية لاكماله أكثر من ثلاثون سنة في الخدمة 2007 .

## المشاريع التي اشرف على تنفيذها
1. انجاز جزء من خط نقل الطاقة الكهربائية الفائق 400 كي في بين محطتي غرب بغداد - حديثة.
2. أعادة تأهيل وتنصيب وتجهيز وفحص وتشغيل محطة كهرباء الفلوجة الثانوية 132 كي في.
3. بناء وتجهيز وفحص ونصب وتشغيل محطة كهرباء الرمادي الثانوية 132 كي في.
4. إعادة تأهيل خط نقل الطاقة الكهربائية الفائق 400 كي في بين محطتي غرب بغداد وحطة حراريات بيجي (الخط الأول والخط الثاني).
5. تصنيع وتجهيز ابراج كهربائية 400 كي في لصالح وزارة الكهرباء.

## وصلات خارجية
- http://www.cced.gov.eg/ar/index.php?news=1115